# إسفين (هندسة)
في الهندسة الفراغية، الإسفين (بالإنجليزية: wedge) مُتعدد وجوه، وجهان منها مثلثان وثلاثة أشباه منحرف. للإسفين 5 وجوه و9 حروف و6 رؤوس.

## الخصائص
الإسفين متعدد وجوه مستطيل القاعدة، وجهان من وجوهه مثلثان متساويا الساقين، ووجهان شبها منحرف يلتقيان عند الحرف الأعلى. يُعرَّف الموشور متوازي الوجهين بأنه متعدد وجوه تقع رؤوسه في مستويين متوازيين، وتكون وجهه الجانبية: مثلثان، وأشباه منحرف ومتوازي أضلاع رباعي، الإسفين هو موشور متوازي الوجهين لأنه حرفه الأعلى موازٍ لقاعدته المستطيلة.
يُقاس الحجم الذي يحويه الإسفين بالعلاقة:
{\displaystyle V=bh\left({\frac {a}{3}}+{\frac {c}{6}}\right),}
وفيها {\displaystyle a} مضروبة بـ {\displaystyle b} هي مساحة القاعدة المستطيلة، و{\displaystyle c} هي طول حرف القمة الموازية لـ {\displaystyle a} و{\displaystyle h} هو الارتفاع من حرف القمة إلى القاعدة المستطيلة.

## أمثلة

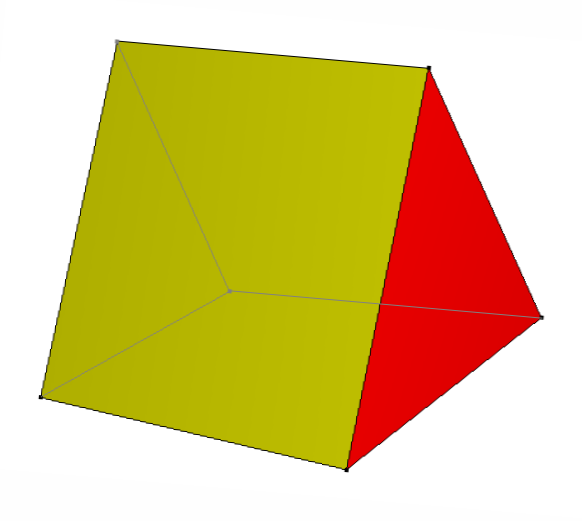
إسفين متوازي الوجوه.

قد يكون الإسفين موشورًا قائمًا في بعض الحالات، إذا كانت كل الحروف التي تصل بين الوجوه المثلثة متساوية الطول، وكانت الوجوه متعامدة مع القاعدة المربعة.
يمكن إنشاء الأسفين بتفكيك متعددات وجوه أخرى. مثلاً، يُمكن أن يُقسَّم اثنا عشري الوجوه إلى مكعب مركزي و6 أسافين تغطي وجوه المكعب. توجَّه الأسافين بطريقة تتلاقى فيها وجوع المثلثات مع أشباه المنحرف لتشكل مخمَّسات.
يمكن تشكيل إسفينين منفرجين بتنصيف رباعي وجوه منتظم بمستو موازٍ لحرفين متقابلين.
| إسفين منفرج ناتج عن تنصيف رباعي وجوه منتظم. | إسفين مكون من 8 وجوه مثلثة ومربعين. يُمكن أن يُنظر إليه على أنه رباعي وجوه مُعزز بهرمين مربعين. | يمكن تفكيك اثنا عشري وجوه منتظم إلى مكعب مركزي و6 أسافين، واحد على كل وجهٍ من وجوهه. |

## وصلات خارجية
- Weisstein, Eric W. "Wedge". MathWorld.